# 床淀
床淀（とこよど、1956年4月18日 - ）は、大相撲の元床山。本名は天井康広。大阪府出身。所属部屋は朝日山部屋→伊勢ヶ濱部屋。最高位は特等床山。

## 履歴
- 1972年5月場所 - 朝日山部屋から採用。当初の床山名は床都。
- 1973年11月場所 - 床朝に改名。
- 1974年3月場所 - 床康に改名。
- 1974年5月場所 - 床朝に改名。
- 1974年11月場所 - 床康に改名。
- 1996年 - 床江戸に改名
- 1998年1月場所 - 床淀に改名。
- 1999年以前 - 二等床山。
- 2003年1月場所 - 一等床山に昇進。
- 2015年3月場所 - 朝日山部屋消滅に伴い、伊勢ヶ濱部屋へ移籍。
- 2016年1月場所 - 番付の序列で床和に抜かれる。
- 2019年1月場所 - 特等床山に昇進。
- 2021年3月場所 - 停年退職。